# Горна Росица
Гòрна Росѝца е село в Северна България, община Севлиево, област Габрово.

## География
Село Горна Росица се намира на около 9 km юг-югоизточно от град Севлиево и 18 km запад-северозападно от град Габрово. Разположено е в южната част на Севлиевското поле, край левия бряг на река Росица при вливането в нея на десния ѝ приток река Лопушница. Климатът е умереноконтинентален, почвите са алувиални и алувиално-ливадни. През селото минава третокласният републикански път III-4402. Надморската височина в центъра на селото при църквата е около 233 m.
В землището на Горна Росица има 2 микроязовира.
Населението на село Горна Росица, наброявало 1854 души при преброяването към 1934 г., намалява до 961 към 1985 г. и 615 (по текущата демографска статистика за населението) към 2019 г.
В горите около селото има много дивеч – диви прасета, сърни и зайци; срещат се и много диворастящи гъби – булка, печурка и манатарка.

## История

### Наименование и етнос
Сведения за селото има от втората половина на XVI век. През 1662 г. турският пътешественик Евлия Челеби го споменава като мюсюлманско село с името Русдере. През XIX век селото се нарича Дерелѝи. След Освобождението през 1878 г. турското му население се изселва, а в него се заселват българи от съседните планински селища.
През 1934 г. дотогавашното село Дерелии е преименувано на Горна Росица.

### Църква
Църквата „Свети Архангел Михаил“ в село Горна Росица (тогава Дерелии) е построена през 1885 г., а на следващата година е осветена от митрополит Партений. През 1932 г. на мястото на западното кубе е построена железобетонна камбанария, тогава е направена и каменна ограда на църковния двор. През 1935 г. е поставена и желязна порта. През 1940 г. покривните плочи са заменени с цигли. През 1957 г. е извършен голям ремонт на целия храм.

### Училище
Началото на Народното основно училище в село Горна Росица се поставя през 1878 г. с откриването на българско училище в една килия до джамията в тогавашното село Дерелии. През 1881 г. се построява отделна стая за учениците в общинския хамбар. Обучението в нея се води до 1887 г., когато до църквата се построява нова сграда за училище, състояща се от три класни стаи и учителска стая. Новото училище носи името „Свети свети Кирил и Методий“. В това училище, в отделната стая в общинския хамбар и в някои частни къщи учениците се обучават до 1936 г. През 1937 г. се построява нова сграда със 7 големи стаи, в която от тогава нататък се помещава училището. През учебната 1972 – 1973 г. училището е осмокласно. През 1991 г. от наименованието на училището отпада думата „народно“. От 1 юли 2000 г. Основното училище „Свети свети Кирил и Методий“ се преобразува в начално училище. Началното училище „Свети свети Кирил и Методий“ в село Горна Росица се закрива със заповед РД-14-125 от 28 юни 2002 г. на Министерството на образованието и науката (ДВ, бр. 68 от 16 юли 2002 г.).

### Читалище
За Народното читалище „Васил Левски – 1900“ в село Горна Росица могат да се срещнат различни години на създаване – приета е 1900 г. и тя фигурира като част от името му. За създаването му основен принос имат с инициативата и дейността си учителите в тогавашното училище. След края на Първата световна война разрасналата се читалищна библиотека се премества от училището в помещение на местната кооперация, която в онези години започва да дарява средства на читалището. Съществен е фактът, че активните членове на кооперацията са и активни членове на читалището. Нов етап в развитието на читалището в селото настъпва след 1938 г., когато местната потребителна кооперация „Подкрепа“ построява своя сграда, в която се прави и театрален салон със сцена, ползвана от младежите в Горна Росица за театрална самодейност. През Втората световна война театралният салон обаче е превърнат в полицейски участък. През 1948 г. се прави несполучлив опит да се построи сграда за читалището. Сградата, в която се помещават кметството, читалището и театралният салон на Горна Росица, е завършена през 1960 г. и открита на 5 декември 1965 г. Сградата разполага със салон за театрални представления и кинопрожекции с 450 места, библиотека, заседателна зала, административни помещения за кметството, както и помещения за магазини и заведения. През втората половина на ХХ век се създават различни състави към читалището на Горна Росица – театрален състав, битов хор, естрадно-сатиричен състав, фото клуб, акордеонен оркестър и класове за изучаване на акордеон и пиано, детска фолклорна група и смесена фолклорна група „Горноросишки бисери“.

### Потребителна кооперация
През май 1911 г. се основава Земеделско спестовно заемно дружество „Подкрепа“ – село Горна Росица с дейност влогонабиране и кредитиране на членовете си със заеми. През ноември 1919 г. дружеството се преименува на Кредитна кооперация „Подкрепа“ – село Горна Росица с дейност влогонабиране, кредитиране на членовете си със заеми и общи продажби. През декември 1947 г. кооперацията приема типовия устав на всестранна кооперация и се преименува на Всестранна кооперация „Подкрепа“ – село Горна Росица със стопанска дейност: търговия със стоки за потребление и обществено хранене, изкупуване на селскостопански произведения, производства от местно значение и представителство на БНБ за влогонабиране. През септември 1952 г. кооперацията приема типовия устав на селкооп и се преименува на Селкооп „Подкрепа“ – село Горна Росица със същата стопанска дейност. През февруари 1958 г. кооперацията се преименува на Потребителна кооперация „Подкрепа“ – село Горна Росица. Дейността ѝ се изразява в: търговия със стоки за потребление, обществено хранене, изкупуване на селскостопански произведения, хлебопроизводство, изваряване на ракия и сушене на сливи, а от 1960 г. – и месодобив. През периода 1959 – 1974 г., кооперацията построява собствена сграда, обзавежда магазини за хранителни стоки, текстил, домашни потреби и други. Открити са ресторант и сладкарница. През юни 1980 г. кооперацията е ликвидирана в съответствие с решение за реорганизиране на дейността и ликвидиране на потребителните кооперации и създаване на селищни кооперативни съвети без юридическа самостоятелност към Районната потребителна кооперация „Наркооп“ – Севлиево.

### ТКЗС
Трудово кооперативно земеделско стопанство (ТКЗС) „Иван Гюдженов“се създава на 30 септември 1950 г. На 1 януари 1959 г. ТКЗС в селата Шумата, Батошево, Горна Росица, Яворец, Драгановци и Гъбене се обединяват в едно стопанство – Обединено трудово кооперативно земеделско стопанство (0ТКЗС) „Иван Гюдженов“ – село Горна Росица. През февруари 1959 г. ОТКЗС „Иван Гюдженов“ – село Горна Росица се преструктурира и от него се отделят и създават: 1. ОТКЗС „Иван Гюдженов“ – село Горна Росица с териториите на бившите ТКЗС в селата Шумата, Батошево и Горна Росица; 2. ОТКЗС – село Яворец с териториите на бившите ТКЗС в селата Яворец и Драгановци; 3. ТКЗС – село Гъбене с територията на бившето ТКЗС – село Гъбене. Към 1 януари 1959 г. в стопанството се развива растениевъдство (полевъдна дейност, зеленчукопроизводство, овощарство, лозарство, бубарство, оформление на ливади и други) и животновъдство (говедовъдство, овцевъдство, птицевъдство и други). Разкрити са странични дейности и спомагателни предприятия като: мелници, дъскорезница, коларо-железарска работилница, сарашка работилница, пясъчни кариери и други. Открива се винарска изба, мандра, сушилня за плодове и зеленчуци и други. През 1970 г. ТКЗС става член на новообразувания Аграрно-промишлен комплекс (АПК) „Росица“ – Севлиево. През 1972 г. ТКЗС – село Горна Росица се обединява с ТКЗС – село Яворец. С Решение на ОНС – Габрово от 1 януари 1978 г. ТКЗС – село Горна Росица се преобразува в Клоново стопанство към АПК „Росица“ – Севлиево, като кооперативната собственост се преобразува в държавна. От 1 януари 1984 г. Клоновото стопанство се преименува на Животновъдна фуражна бригада – село Горна Росица. От 1 януари 1988 г. Животновъдната фуражна бригада се преименува на Селскостопанска бригада. С Решение на Управителния съвет (УС) от 7 юли 1989 г. АПК „Росица“ – Севлиево се преобразува в Дружествена фирма „Еделвайс“, в чийто състав влиза и Селскостопанската бригада – село Горна Росица. От 1 ноември 1989 г. Селскостопанска бригада – село Горна Росица прекратява членството си във фирмата и образува Колективно земеделско стопанство. С решение на годишно събрание, от 14 март 1990 г. стопанството се преименува на ТКЗС – село Горна Росица.
С Решение на Окръжния съд – Габрово № 1686 от 17 септември 1992 г. се вписва в кооперативния регистър прекратяване и обявяване в ликвидация на стопанството и се определя ликвидационен съвет. През 1995 г. по разпоредби в ЗСПЗЗ дейността на ликвидационните съвети е прекратена и стопанството е заличено от регистъра на окръжния съд.

### Здравен участък
Селски здравен участък се създава в село Горна Росица през 1921 г. като „Участъкова здравна служба“. След 1944 г. към здравния участък се откриват амбулатория, родилен дом и женска консултация, както и зъболекарски кабинет. Родилният дом и женската консултация работят до 1958 г., когато са закрити поради намалелия брой на родилките. През 1959 г. при сформирането на новите окръзи Селският здравен участък в село Горна Росица поема и ръководството на здравните участъци в селата Батошево и Шумата. Това продължава до 1970 г., когато тези села се обособяват в отделни общини. Сградата на здравния участък е строена през 1950 г.

## Население
Преброяване на населението през 2011 г.
Численост и дял на етническите групи според преброяването на населението през 2011 г.:
|                     | Численост | Дял (в %) |
| Общо                | 693       | 100,00    |
| Българи             | 651       | 93,93     |
| Турци               | 8         | 1,15      |
| Цигани              | 13        | 1,87      |
| Други               | 0         | 0,00      |
| Не се самоопределят | 0         | 0,00      |
| Неотговорили        | 19        | 2,74      |

## Обществени институции
Село Горна Росица към 2020 г. е център на кметство Горна Росица.
В селото към 2020 г. има:
- действащо читалище „Васил Левски – 1900“;[20][21]
- православна църква „Свети архангел Михаил“;[22]
- пощенска станция.[23]

## Забележителности
- На около 2,5 km от селото, западно край пътя за Севлиево, се намира Мотополигон „Горна Росица“, посочван за най-доброто трасе за мотокрос в света[24].

- В селото има паметник на загиналите в Балканската и Първата световна войни 1912 – 1918 г. и във въоръжената антифашистка борба 1941 – 1944 г.[2][25]

## Личности
В Горна Росица са родени няколко български интелектуалци и хора на изкуството:
- Петко Братинов (1939 - 2019) – български поет;
- проф. Кою Денчев (1920 – 1984) – художник;
- Иван Росенски (р. 1952 г.) – поет и художник;
- Христо Бекриев (1942 – 2000) – поет.